# Stephen Borough
Stephen Borough lub Stephen Burrough (ur. 25 września 1525 w Northam w hrabstwie Devonshire, zm. 12 lipca 1584 tamże) – angielski żeglarz i odkrywca.
Początki jego kariery nie są znane. W roku 1553, jako kapitan przystosowanego do żeglugi na morzach północnej Europy statku Edward Bonaventure, został zaciągnięty przez znanego badacza Sebastiana Cabota jako członek wyprawy odkrywczej, pod dowództwem sir Hugh Willougby'ego, która miała odkryć Przejście Północno-Wschodnie i otworzyć drogę kupcom angielskim wzdłuż brzegów syberyjskich do krajów Dalekiego Wschodu. Głównym pilotem wyprawy, zaokrętowanym na pokładzie Edwarda Bonaventure'y, był znany i poważany żeglarz Richard Chancellor.
Po przemierzeniu odcinka zachodnich wybrzeży Norwegii statki dotarły do Nordkappu, ale wkrótce potem przyszedł sztorm, który rozdzielił jednostki flotylli. Edward Bonaventura skierował się na wschód, ale wkrótce - zatrzymany przez pola lodowe - skierował się na południowy zachód i – po podróży przez Morze Białe dotarł do ujścia rzeki Dwina, gdzie Anglicy założyli faktorię handlową St. Nicholas (w miejscu tym później powstało portowe miasto Archangielsk).
Po powrocie z tej wyprawy, która zaowocowała nawiązaniem stosunków handlowych i dyplomatycznych z dworem cara Iwana Groźnego, Borough ponownie wyruszył w morze szukając – nadal na zlecenie Cabota – drogi do Azji. W roku 1556 dotarł, na pokładzie statku Searchthrift do cieśniny Karskie Wrota pomiędzy Nową Ziemią, a Wyspą Wajgacką. Miał zamiar dopłynąć do ujścia rzeki Ob, ale masy lodu kazały mu zawrócić. Przed powrotem do Anglii w roku 1557 dokładnie spenetrował wybrzeża półwyspu Kola i sporządził pierwsze mapy tych okolic. 
W roku 1561 dowodził statkiem Swallow, którym popłynął do Rosji nowy szef Muscovy Company, Anthony Jenkinson, który miał spenetrować całą Rosję, aż po Morze Kaspijskie i wytyczyć szlak handlowy do Persji. Prawdopodobnie w roku 1558 Borough odbył swą jedyną podróż na południe – do Hiszpanii.
W 1563 został przyjęty do służby w marynarce wojennej i przez ponad dwadzieścia lat pełnił obowiązki głównego pilota flotylli okrętów stacjonujących w ujściu rzeki Medway w południowo-wschodniej Anglii. W podróżach na północ towarzyszył mu młodszy brat, William Borough, który kontynuował dzieło Stephena w latach późniejszych.
Stephen Borough otworzył dla Anglii drogę do Rosji, a także wytyczył początki szlaku znanego jako przejście północno-wschodnie.